# Emiko Shiratori
Emiko Shiratori (白鳥 英美子?, Shiratori Emiko; Prefettura di Kanagawa, 26 marzo 1950) è una cantautrice giapponese.

## Biografia

### Primi anni: Toi et Moi
Nata Emiko Yamamuro (山室 英美子?, Yamamuro Emiko), nel 1969 fondò con Sumio Akutagawa il duo folk Toi et Moi, che venne messo sotto contratto da Toshiba EMI (oggi EMI Music Japan). La popolarità del duo crebbe rapidamente, al punto che si esibì alle olimpiadi invernali del 1972, a Sapporo. Il duo comunque si sciolse nella prima metà del 1973. Pochi mesi dopo venne pubblicato il primo album solista di Emiko, Yamamuro Emiko, pubblicato da Fun Housse.

### Il successo da solista
Nel 1975 sposò Sumio Shiratori, compositore e produttore discografico sotto l'etichetta indipendente WOOD-GREEN, che divenne produttore di tutti i suoi album successivi. Col matrimonio il suo nome divenne Emiko Shiratori (白鳥 英美子?, Shiratori Emiko), che da allora usa anche come firma per le sue pubblicazioni. Tra il 1982 e il 1983 pubblicò due album, LADY e Tobiiro no Machi, e cantò il brano Do-Re-Mi-Fa Lullaby, tema principale del lungometraggio animato Unico in the Island of Magic, prima di trasferirsi in America per concentrarsi meglio sulla famiglia. Tornò nelle scene musicali nel 1987 con l'album AMAZING GRACE, pubblicato da King Records, cantato interamente in inglese ed eseguito insieme alla Los Angeles Philharmonic Orchestra. Il successo dell'album la portò a collaborare con la Warsaw Philharmonic Orchestra l'anno seguente. Nel 1990 collaborò col marito all'anime Tanoshii Moomin Ikka (basato sui libri di Tove Jansson incentrati sui Mumin), cantando i temi di apertura e chiusura. Nel 1993 pubblicò l'album ARCADIAN, seguito dall'EP Shiratori Emiko nel 1994 e dall'album G Senjō no Aria (contenente riarrangiamenti di vecchi brani più un inedito) nel 1995.

### Reunion delle Toi et Moi e fine anni '90
Nel 1996 Emiko si separò da King Records e tornò a Fun Housse, dove era ancora sottoscritta Sumio Akutagawa. Il duo Toi et Moi venne riformato nel 1997, e cominciò a pubblicare nuovo materiale. Il duo si esibì ancora una volta ai giochi olimpici invernali, stavolta a quelli di Nagano del 1998. Emiko era però insoddisfatta da Fun Housse, che pubblicò due compilation a brevissima distanza, perciò lasciò nuovamente la casa discografica nel 1999 (essendo però il suo contratto ancora valido, le sue pubblicazioni continuarono ad essere commercializzate da Fun Housse fino al 2001).
Sempre nel 1999 partecipò al The Legend of Zelda: Ocarina of Time Re-Arranged Album, eseguendo il brano Epona's Song.

### Anni 2000:Melodies of Lifee Universal Records
Nel 2000 Emiko venne scelta dal noto compositore Nobuo Uematsu per cantare il brano Melodies of Life, tema principale del videogioco Final Fantasy IX, sia nella versione giapponese che in quella inglese. Entrambe le versioni vennero pubblicate in un singolo che raggiunse il 10º posto nella classifica Oricon, con 114,260 copie vendute. Il suo successivo album, Cross my Heart, contiene una versione a cappella, con Uematsu alle tastiere.
Nel 2001 firmò con Universal Records, pubblicando l'album I'm Here ~Toki no Uta~ nel 2002, prodotto in America e cantato quasi interamente in inglese. Nel 2005 collaborò con Toshiyuki Watanabe pubblicando l'album Kimi wa Su・te・ki ~Emiko Shiratori sings VIFAM~, per celebrare il 20º anniversario dell'anime Ginga hyōryū Vifam.

### Anni 2010
Il 14 marzo 2012 venne pubblicato Nihon no Jojoka, ventesimo album in studio dell'artista, a cui fece seguito una nuova compilation, Uta Keshiki ~Omoide no Doyo, Shoka Shu~, il 27 febbraio 2013.

## Vita privata
Emiko è sposata col compositore e produttore discografico Sumio Shiratori dal 1975. Hanno una figlia, Maika (25 settembre 1976), anch'ella famosa cantautrice.

## Discografia

### Album in studio
- Yamamuro Emiko (1973)
- LADY (1982)
- Tobiiro no Machi (1983)
- AMAZING GRACE (1987)
- Utsukushiku Aoki Danube (1988)
- Brand New World (1989)
- Voice of mine (1990)
- HELLO (1991)
- Irodori (1992)
- ARCADIAN (1993)

- G Senjō no Aria (1995)
- Dear... (1995)
- GRACE ~Kioku no Kakeratachi~ (1996)
- Cross my Heart (2000)
- Big Yellow Moon (2001)
- Re Voice (2001)
- I'm Here ~Toki no Uta~ (2002)
- Celebration (2003)
- Kimi wa Su・te・ki ~Emiko Shiratori sings VIFAM~ (2005)
- Nihon no Jojoka (2012)

### Raccolte
- Heart Side (1990)
- Collection 2 (1996)
- Watashi Senshū (1999)
- The Classics ~beauty & grace~ (2004)
- Golden☆Best (2005)
- Prime Selection Shiratori Emiko & Toi ei Moi (2006)
- Uta Keshiki ~Omoide no Doyo, Shoka Shu~ (2013)

### EP
- WINTER WONDERLAND (1989)
- Shiratori Emiko (1994)

### Singoli
- Ai no Yume no Yō ni (1982)
- AMAZING GRACE (1987)
- Kawa (1988)
- The Eyes of Love (1988)
- Let the River Run (1990)
- Yume no Sekai e (1990)
- Yume no Yukue (1991)
- Itsuka Suteki na Tabi (1991)
- Hanatabi Soete (1991)
- Heavenly Blue (1992)
- Kono Uchū e, Tsutaeru (1992)
- Le chéri (1993)

- Prelude to Grace (1996)
- Himawari (1996)
- Melodies of Life (2000)
- The Book of Life (2001)
- Shizuka na Chikyu no Ue de (2001)
- Mō Ichido (2004)
- Obā-chan Moshikashite (2005)
- Tenohira no Yume (2005)
- Kimi wa Su・te・ki (2005)
- Tabitachi no Hi ni (2006)
- Change Tomorrow (2008)

### Altre apparizioni
- AA.VV. – The Legend of Zelda: Ocarina of Time Re-Arranged Album (1999)
- Nobuo Uematsu – Final Fantasy IX: Uematsu's Best Selection (2000)
- Nobuo Uematsu – Final Fantasy IX Original Soundtrack (2000)
- Nobuo Uematsu – Final Fantasy IX Original Soundtrack PLUS (2000)